# 908
908 (CMVIII) var ett skottår som började en fredag i den julianska kalendern.

## Händelser

### Okänt datum
- Slaget vid Belach Mugna utkämpas.
- Zhu Wen dödar den sista kejsaren från Tangdynastin.

## Födda
- 11 januari – Fujiwara no Morosuke, japansk statsman, hovman och politiker.

## Avlidna
- 25 april – Zhang Wenwei, kinesisk kansler.
- 13 september – Cormac mac Cuilennáin, kung av Munster.
- Ai av Tang, Tangdynastins siste kejsare.
- Cléirchén mac Murchadh, kung av Maigh Seóla.